# Simoen van Aertricke
Simon II van Aertricke (ca. 1320 - na 1368) was burgemeester van Brugge.

## Levensloop
Simon was een zoon van Simon I van Aertricke en Beatrix Dop. Burgemeester Gillis van Aertrike was zijn oom. De familie van Aertricke of van Aartrijke had zich in de dertiende eeuw opgewerkt en behoorde in de veertiende eeuw tot de meest invloedrijke adellijke families in Brugge. Hij was zelf gedurende een aantal jaren lid van het Brugse stadsbestuur:
- 1348-49: schepen
- 1350-51: schepen
- 1352-53: schepen
- 1354-55: schepen
- 1356-57: schepen
- 1358-59: eerste schepen
- 1359-60: raadslid
- 1361-62: burgemeester van de schepenen
- 1362-63: burgemeester van de schepenen
- 1364-65: hoofdman van het Sint-Niklaassestendeel
- 1365-66: hoofdman van het Sint-Niklaassestendeel
- 1366-67: hoofdman van het Sint-Niklaassestendeel
- 1367-68: schepen.

Tijdens die periode deelde hij de gemeentelijke ambten met naamgenoten, zoals Jan van Aertricke en Joris van Aertricke, wat zijn eigen bestuursmandaten beperkte, vanwege de onverenigbaaheid van familieleden binnen eenzelfde bestuur.
Over Simon van Aartrijke wordt door Charles Custis en andere kroniekschrijvers het verhaal van de 'achtergelaten mantels' verteld. De vertegenwoordigers van de drie leden van Vlaanderen (Gent, Brugge en Ieper) hadden in 1351 de graaf van Vlaanderen vergezeld naar Parijs om er hulde te brengen aan de nieuwe koning, Jan II van Frankrijk. Toen ze door de koning op een eetmaal werden uitgenodigd, stelden de Vlaamse afgevaardigden vast dat ze op houten banken moesten plaats nemen. Simon van Aartrijke gaf het voorbeeld, dat door de anderen gevolgd werd, om zijn geborduurde mantel als kussen op de bank te leggen. Toen ze na de maaltijd vertrokken en er hen werd op gewezen dat ze hun mantels vergaten, antwoordde Simon dat die van Vlaanderen niet gewoon waren de kussens mee te nemen uit de plaats waar ze gegeten hadden.
Hij trouwde in 1361 met Isabella van Maldegem. Hij was toen al van een zekere leeftijd, zodat het niet onmogelijk is dat dit een tweede huwelijk was. Ter gelegenheid van dit huwelijk werd een speciaal steekspel georganiseerd om de bruidegom te eren die toen burgemeester van de schepenen was. Hij had drie kinderen, wellicht uit een eerste huwelijk: een zoon, Filips, die ook in het stadsbestuur zetelde en twee dochters: Lyeiard en Marie.
In 1367 reisde Simon mee naar Calais, voor een ontmoeting met de Engelse koning.
Simon was ook heer van Tillegem. In het begin van de veertiende eeuw was Gillis van Aertrike - burgemeester van Brugge in 1334 en 1336 - in het bezit gekomen van de belangrijke heerlijkheid Tillegem. Hij werd hierin opgevolgd door zijn broer Simon (I) en die op zijn beurt door zijn zoon Simon (II).